# Cupa Mondială de Rugby din 2019 Grupa B
Grupa B de la Cupa Mondială de Rugby din 2019 a fost o grupă preliminară din cadrul Cupei Mondiale de Rugby din 2019 ale cărei meciuri au început pe 21 septembrie 2019. Din cadrul grupei au făcut parte echipele naționale din Africa de Sud, Canada, Italia, Namibia și Noua Zeelandă.

## Clasament
Primele două clasate s-au calificat pentru sferturile de finală ale competiției și pentru Cupa Mondială de Rugby din 2023, iar echipa de pe locul al treilea s-a calificat pentru Cupa Mondială de Rugby din 2023.
| Loc | Echipa        | J | C | E | Î | EM | PP  | PÎ  | +/−  | PB | Pt |
| --- | ------------- | - | - | - | - | -- | --- | --- | ---- | -- | -- |
| 1   | Noua Zeelandă | 4 | 3 | 1 | 0 | 22 | 157 | 22  | +135 | 2  | 16 |
| 2   | Africa de Sud | 4 | 3 | 0 | 1 | 27 | 185 | 36  | +149 | 3  | 15 |
| 3   | Italia        | 4 | 2 | 1 | 1 | 14 | 98  | 78  | +20  | 2  | 12 |
| 4   | Namibia       | 4 | 0 | 1 | 3 | 3  | 34  | 175 | -141 | 0  | 2  |
| 5   | Canada        | 4 | 0 | 1 | 3 | 2  | 14  | 177 | -163 | 0  | 2  |

## Meciuri

### Noua Zeelandă vs Africa de Sud
| 21 septembrie 2019 |

| Noua Zeelandă                                                                 | 23-13 | Africa de Sud                                                          |
| ----------------------------------------------------------------------------- | ----- | ---------------------------------------------------------------------- |
| Eseu: Bridge S. Barrett Tr: Mo'unga (2/2) Pen: Mo'unga (2/2) B. Barrett (1/1) |       | Eseu: du Toit Tr: Pollard (1/1) Pen: Pollard (1/1) Drop: Pollard (1/1) |

| Stadionul Internațional Yokohama, Yokohama Spectatori: 63.649 Arbitru: Jérôme Garcès |

### Italia vs Namibia
| 22 septembrie 2019 |

| Italia                                                                                     | 47-22 | Namibia                                                           |
| ------------------------------------------------------------------------------------------ | ----- | ----------------------------------------------------------------- |
| Eseu: Allan Tebaldi Padovani Canna Polledri Minozzi Tr: Allan (3/3) Canna (2/3) Pen: Allan |       | Eseu: Stevens Greyling Plato Tr: Loubser (2/3) Pen: Loubser (1/1) |

| Stadionul de Rugby Hanazono, Higashiōsaka Spectatori: 20.354 Arbitru: Nic Berry |

### Italia vs Canada
| 26 septembrie 2019 |

| Italia | 48-7   | Canada                     |
| --- | ------ | -------------------------- |
| Eseu: Steyn Budd Negri Eseu de penalizare Bellini Zani Minozzi Tr: Allan (3/4) Canna (1/2) Pen: Allan (1/1) | Raport | Eseu: Coe Tr: Nelson (1/1) |

| Stadionul Level-5, Fukuoka Spectatori: 16.984 Arbitru: Nigel Owens (Wales) |

### Africa de Sud vs Namibia
| 28 septembrie 2019 |

| Africa de Sud                                                                    | 57-3   | Namibia            |
| -------------------------------------------------------------------------------- | ------ | ------------------ |
| Eseu: Mbonambi (2) Louw Mapimpi (2) Am Gelant Kolisi Brits Tr: E. Jantjies (6/9) | Raport | Pen: Loubser (1/2) |

| Stadionul Toyota, Toyota Spectatori: 36.449 Arbitru: Mathieu Raynal |

### Noua Zeelandă vs Canada
| 2 octombrie 2019 |

| Noua Zeelandă | 63-0 | Canada |
| ------------- | ---- | ------ |
|               |      |        |

| Ōita Bank Dome, Ōita Arbitru: Romain Poite |

### Africa de Sud vs Italia
| 4 octombrie 2019 |

| Africa de Sud                                                                        | 49-3   | Italia           |
| ------------------------------------------------------------------------------------ | ------ | ---------------- |
| Eseu: Kolbe (2) Mbonambi Am Mapimpi Snyman Marx Tr: Pollard (4/7) Pen: Pollard (2/2) | Raport | Pen: Allan (1/1) |

| Stadionul Shizuoka, Fukuroi Spectatori: 44.148 Arbitru: Wayne Barnes |

### Noua Zeelandă vs Namibia
| 6 octombrie 2019 |

| Noua Zeelandă | 71-9   | Namibia            |
| --- | ------ | ------------------ |
| Eseu: Reece (2) Lienert-Brown (2) Ta'avao B. Smith (2) Moody Whitelock J. Barrett Perenara Tr: J. Barrett (8/11) | Raport | Pen: Stevens (3/3) |

| Stadionul Ajinomoto, Chōfu Spectatori: 48.354 Arbitru: Pascal Gaüzère |

### Africa de Sud vs Canada
| 8 octombrie 2019 |

| Africa de Sud                                                                                  | 66-7   | Canada                        |
| ---------------------------------------------------------------------------------------------- | ------ | ----------------------------- |
| Eseu: de Allende Nkosi Reinach (3) Gelant Steyn Brits Willemse Malherbe Tr: E. Jantjies (8/10) | Raport | Eseu: Heaton Tr: Nelson (1/1) |

| Stadionul Parcul Misaki din orașul Kobe, Kobe Spectatori: 28.014 Arbitru: Luke Pearce |

### Noua Zeelandă vs Italia
| 12 octombrie 2019 |

| Noua Zeelandă | v | Italia |
| ------------- | - | ------ |
|               |   |        |

| Stadionul Toyota, Toyota Arbitru: Luke Pearce |

### Namibia vs Canada
| 13 octombrie 2019 |

| Namibia | v | Canada |
| ------- | - | ------ |
|         |   |        |

| Stadionul Memorial Kamaishi, Kamaishi Arbitru: Paul Williams |